# Патцке, Вольфганг
Вольфганг Патцке (нем. Wolfgang Patzke; 24 февраля 1959, Мюльхайм-ан-дер-Рур, ФРГ — 8 мая 2016, Берлин) — немецкий футболист, играл на позиции полузащитника.

## Биография
Карьеру начал в «Рот-Вайссе» из Эссена. В 18 лет в сезоне 1977—1978 Патцке дебютировал в Чемпионате ФРГ по футболу в матче против «Шальке» — игра завершилась вничью (2:2). В 1979 году футболист перешёл в клуб Второй Бундеслиги «Ваттеншайд 09». За этот клуб Патцке провёл больше всего матчей в своей карьере — 70. Через два года он перешёл в «Бохум», выступавший на тот момент в Бундеслиге. В 1983 году Патцке перешёл в «Байер 04», а через три года в «Шальке 04». В 1988 году Вольфганг Патцке переехал в Берлин — в составе «Герты» в 1990 году он выиграл Вторую Бундеслигу. В сезоне 1990—1991 немец завершил свою футбольную карьеру.
Всего в 150 матчах Бундеслиги Патцке забил 30 голов, а в 171 матче второго дивизиона — 18 голов.
В октябре 2006 года у Вольфганга Патцке был диагностирован хронический лейкоз. 8 мая 2016 года он умер в возрасте 57 лет.

## Статистика
| Сезон           | Клуб              | Страна          | Дивизион          | Матчи | Голы |
| --------------- | ----------------- | --------------- | ----------------- | ----- | ---- |
| 1977—1979       | «Рот-Вайсс Эссен» | Германия        | Бундеслига        | 44    | 2    |
| 1979—1981       | «Ваттеншайд 09»   | Германия        | Вторая Бундеслига | 70    | 9    |
| 1981—1983       | «Бохум»           | Германия        | Бундеслига        | 59    | 21   |
| 1983—1986       | «Байер 04»        | Германия        | Бундеслига        | 59    | 5    |
| 1986—1988       | «Шальке 04»       | Германия        | Бундеслига        | 21    | 4    |
| 1988—1991       | «Герта»           | Германия        | Бундеслига        | 68    | 7    |
| Всего в карьере | Всего в карьере   | Всего в карьере | Всего в карьере   | 321   | 48   |